# Elisabet Carlota d'Anhalt-Harzgerode
Elisabet Carlota d'Anhalt-Harzgerode (en alemany Elisabeth Charlotte von Anhalt-Harzgerode) va néixer a Harzgerode (Alemanya) l'11 de febrer de 1647 i va morir a Osterholm el 20 de gener de 1723. Era una noble alemanya, filla del príncep Frederic d'Anhalt-Harzgerode (1613-1670) i de la seva primera dona Joana Elisabet de Nassau-Hadamar. Era una princesa d'Anhalt i en casar-se esdevingué duquessa de Schleswig-Holstein-Sonderburg-Norburg.
Després de la mort del seu segon marit, va viure al castell d'Osterholm que li havia estat donat com a dot.

## Matrimoni i fills
El 25 d'agost de 1663 es va casar en primer cop amb Guillem Lluís d'Anhalt-Khothen (1638-1665), fill del príncep Lluís d'Anhalt-Khothen (1579-1650) i de la comtessa Sofia de Lippe (1599-1654). Però, havent enviudat, l'6 d'octubre de 1666 es va casar a Plotzkau amb August de Schleswig-Holstein-Sonderburg-Plön (1635-1699), fill de Joaquim Ernest de Schleswig-Holstein-Sonderburg-Plön (1595-1671) i de Dorotea Augusta de Schleswig-Holstein-Gottorp (1602-1682). El matrimoni va tenir els següents fills:
- Joaquim Frederic (1668-1722), casat primer amb la comtessa palatina Magdalena Juliana de Birkenfeld-Gelnhausen (1686-1720, i després amb la princesa Juliana Lluïsa d'Ostfriesland (1698-1721).
- Elisabet Augusta (1669-1709).
- Sofia Carlota (1672-1720).
- Cristià Carles (1674-1706), casat amb Dorotea Cristina d'Aichelberg (1674-1762).
- Joana Dorotea (1676-1727), casada amb el príncep Guillem II de Nassau-Dillenburg (1670-1724).